# Mamquam Mountain
Mamquam Mountain är ett berg i Kanada.   Det ligger i provinsen British Columbia, i den sydvästra delen av landet, 3 500 km väster om huvudstaden Ottawa. Toppen på Mamquam Mountain är 2 588 meter över havet, eller 1 130 meter över den omgivande terrängen. Bredden vid basen är 17,0 km.
Terrängen runt Mamquam Mountain är huvudsakligen bergig, men västerut är den kuperad.Trakten runt Mamquam Mountain är nära nog obefolkad, med mindre än två invånare per kvadratkilometer.. Det finns inga samhällen i närheten. 
Trakten runt Mamquam Mountain är permanent täckt av is och snö.